# 廣州公車13路
广州公交13路是廣州市一條已廢止的公車線路，曾由廣州市一汽巴士有限公司運營。
13路自1955年開始運營，於1970年代調整為文德路至工業大道尾，在暂停运营前途經南洲路、工業大道、江南大道、海珠橋、北京路等廣州舊城區路段，服務在地群眾約五十年；因線路與其他公車線路重疊率高，13路自2021年8月28日起暂停运营。

## 歷史
13路線是廣州市早期的公車線路之一，有着60餘年歷史。1955年，廣州新開13路公車，從新堤青年會開往如意坊；1956年，廣州公車路線整合，13路公車改開往新市，又於1958年改為往來大基頭至白蜆殼。
1970年代，13路公車與燕子崗班車整合，線路更改為往來文德路至工業大道尾；1990年代，線路延伸至南洲的洛溪汽配城；海珠客運站開通後，13路從汽配城撤出，將總站定於此，直至結束運營。
1992年8月1日，廣州市第一公共汽車公司正式啟動了無人售票，在13路實行「前門上車，後門下車」的乘車新規定，並將鉸接車三門改為二門，配單人售票。試點幾個月後，「上下分流」乘車秩序得以改善。1993年9月8日，13路車試使用IC卡自動收費系統，使其成為廣州市公共汽車月票通用線路中首條實行無人售票的線路。
隨著廣州地鐵2號線、6號線的開通與其他公車線路發展，13路與其他公車線路重疊率高，為了減輕老城區交通擁堵、提升車輛使用效率，2021年8月28日起，13路暫停營運。27日晚22點20分，13路发出最後一班車，當晚有市民自發前往總站，記錄下這條13路的最後時刻，還有巴士迷攜帶有近10年歷史的13路線舊線路牌，前來留影紀念。

## 線路
13路由海珠客運站總站出發，途經南洲路、工業大道、江南大道、海珠橋、北京路等廣州舊城區路段，最終抵達文德路總站，返程路线大致相同。

## 榮譽
13路車開行以來，獲得過以下榮譽：
- 1989、1990、1992、1995、1998年廣州市公用事業局授予的「『創三佳、三優』活動最佳服務集體」稱號。
- 1994年廣州市公用事業局授予的「交通安全先進集體」稱號。
- 1996年中共廣州市委、廣州市人民政府授予的「百家最佳服務單位」稱號。
- 1996年廣州市公用事業局授予的「職業道德文明示範線路」稱號。
- 1993年中華人民共和國建設部、《人民日報》、《時代潮》雜誌社共同頒發的「全國優秀線路」稱號。
- 一汽公司第十二至十六屆「『五連冠、創三佳』最佳線路」稱號。
- 廣州市公用事業局首屆「十大正氣之星」稱號。
- 廣州市殘聯的「廣州市自願助殘先進集體」稱號。